# Tobique—Mactaquac
Circonscription électorale fédérale du Canada
Tobique—Mactaquac est une circonscription électorale fédérale canadienne dans la province du Nouveau-Brunswick.

## Géographie
Le comté se constitue de la région ouest de la province sur la frontière avec l'État de Maine. Elle se constitue surtout des comtés de Victoria, Carleton et York avec des sections limitrophes du comté de Madawaska.
Les circonscriptions limitrophes sont Madawaska—Restigouche, Miramichi—Grand Lake, Fredericton et Nouveau-Brunswick-Sud-Ouest.

## Députés
| Législature                                                                                   | Années       | Député | Député          | Parti                     |
| --------------------------------------------------------------------------------------------- | ------------ | ------ | --------------- | ------------------------- |
| Tobique—Mactaquac issue de Carleton—Charlotte, Fredericton—York—Sunbury et Madawaska—Victoria |              |        |                 |                           |
| 36e                                                                                           | 1997–2000    |        | Gilles Bernier  | Progressiste-conservateur |
| 37e                                                                                           | 2000–2004    |        | Andy Savoy      | Libéral                   |
| 38e                                                                                           | 2004–2006    |        | Andy Savoy      | Libéral                   |
| 39e                                                                                           | 2006–2008    |        | Mike Allen      | Conservateur              |
| 40e                                                                                           | 2008–2011    |        | Mike Allen      | Conservateur              |
| 41e                                                                                           | 2011–2015    |        | Mike Allen      | Conservateur              |
| 42e                                                                                           | 2015–2019    |        | T.J. Harvey     | Libéral                   |
| 43e                                                                                           | 2019–2021    |        | Richard Bragdon | Conservateur              |
| 44e                                                                                           | 2021–2025    |        | Richard Bragdon | Conservateur              |
| 45e                                                                                           | 2025–Présent |        | Richard Bragdon | Conservateur              |

## Résultats électoraux
Modèle:Élection générale canadienne de 2025 — Tobique—Mactaquac